# Haderslev (plaats)
Haderslev [ˈhaːʔðəʀsleu̯] (Duits: Hadersleben) is een stadje in de Deense regio Zuid-Denemarken, in de gelijknamige gemeente Haderslev. De plaats telt 21.994 inwoners (2016).
In het oosten ligt het Haderslev Fjord en in het westen Haderslev Dam. De plaats wordt reeds in de dertiende eeuw genoemd. In 1292 kreeg Haderslev stadsrechten.
In het midden van de zestiende eeuw werd een burcht gebouwd die de naam Hansborg kreeg, vernoemd naar Hans den Ældre (Hans den Oude) (29 juni 1521, Haderslevhus - 1 oktober 1580, Hansborg). Het was een kasteel in renaissance stijl met vier vleugels. Hier trouwde de Deense koning Christian IV.
Op de Haderslev Dam vond in 1959 een ramp plaats met een passagiersboot. De motor van het schip begaf het, waarna de kapitein en een monteur de motor probeerden te repareren. Toen er benzine gelekt werd vatte het vlam en in korte tijd stond het hele schip in brand. Van de 93 passagiers kwamen 54 passagiers direct om het leven door verdrinking of verbranding, en drie zwaargewonden overleden later aan hun brandwonden. De eigenaren kregen acht maanden gevangenisstraf.

## Sport
Fusieclub SønderjyskE is de betaaldvoetbalclub van Haderslev en speelt haar wedstrijden in het 	Sydbank Park. SønderjyskE won in 2020 de Deense voetbalbeker.

## Geboren
- Frederik II van Denemarken (1534-1588), koning van Denemarken en Noorwegen
- Frederik III van Denemarken (1609-1670), koning van Denemarken en Noorwegen

## Vriendschapssteden
Haderslev heeft nauwe banden met:
- Duitsland - Wittenberg
- Letland - Daugavpils
- Zweden - Varberg
- Noorwegen - Sandefjord
- Finland - Uusikaupunki
- Frankrijk - Braine
- Polen - Rybnik

## Galerij

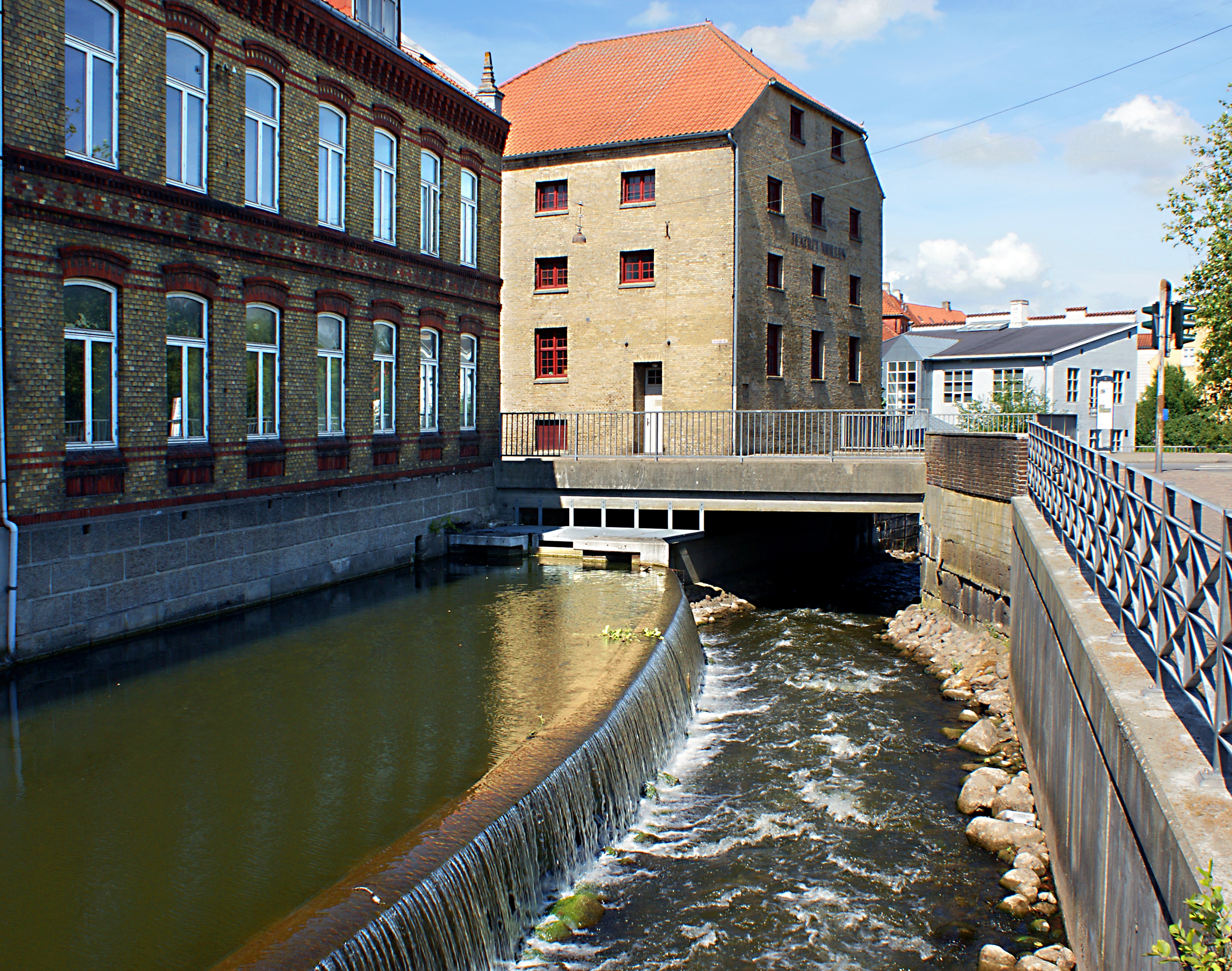
Slotsvandmøllen - Een watermolen.
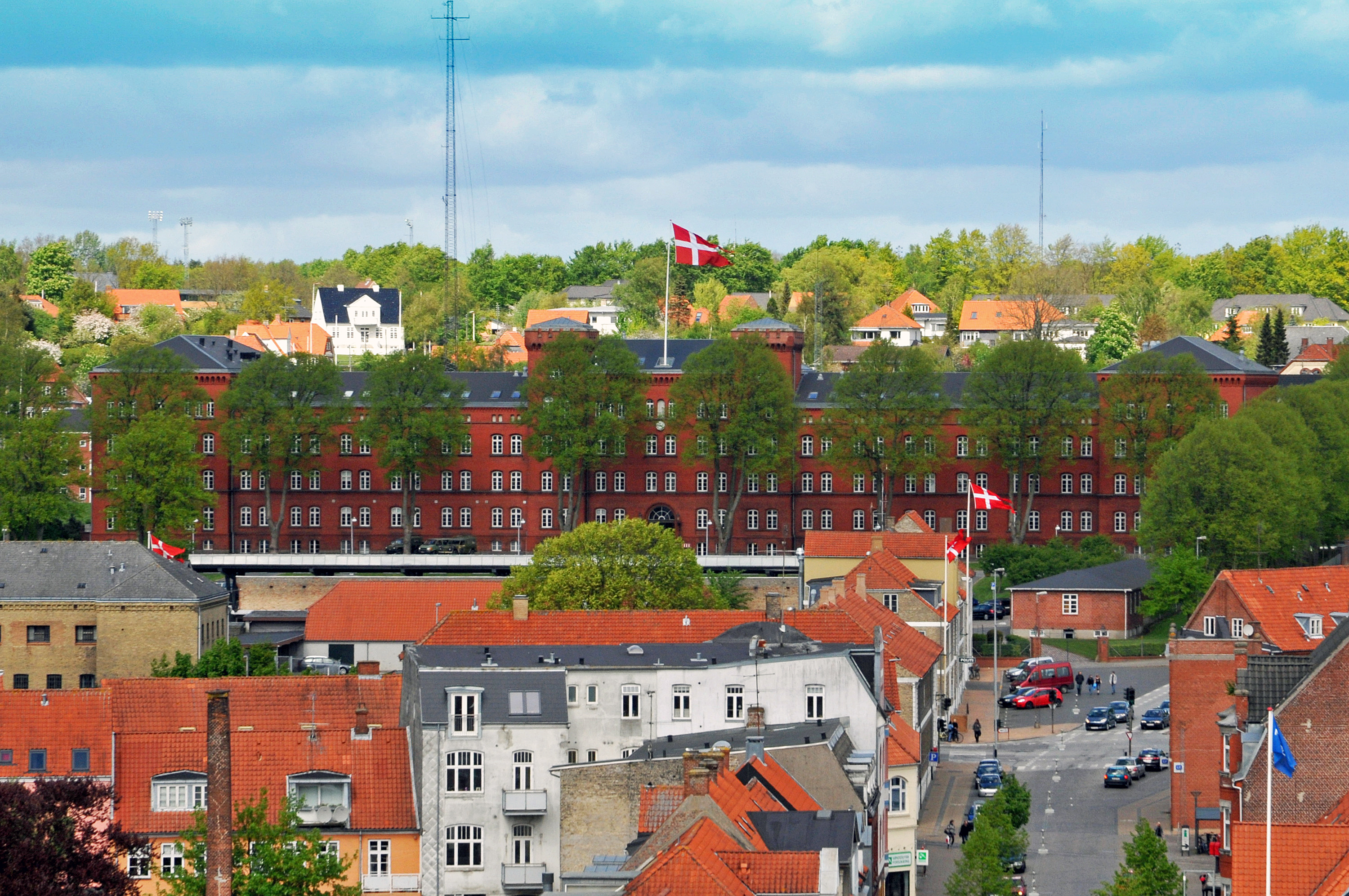
Haderslev Kazerne.
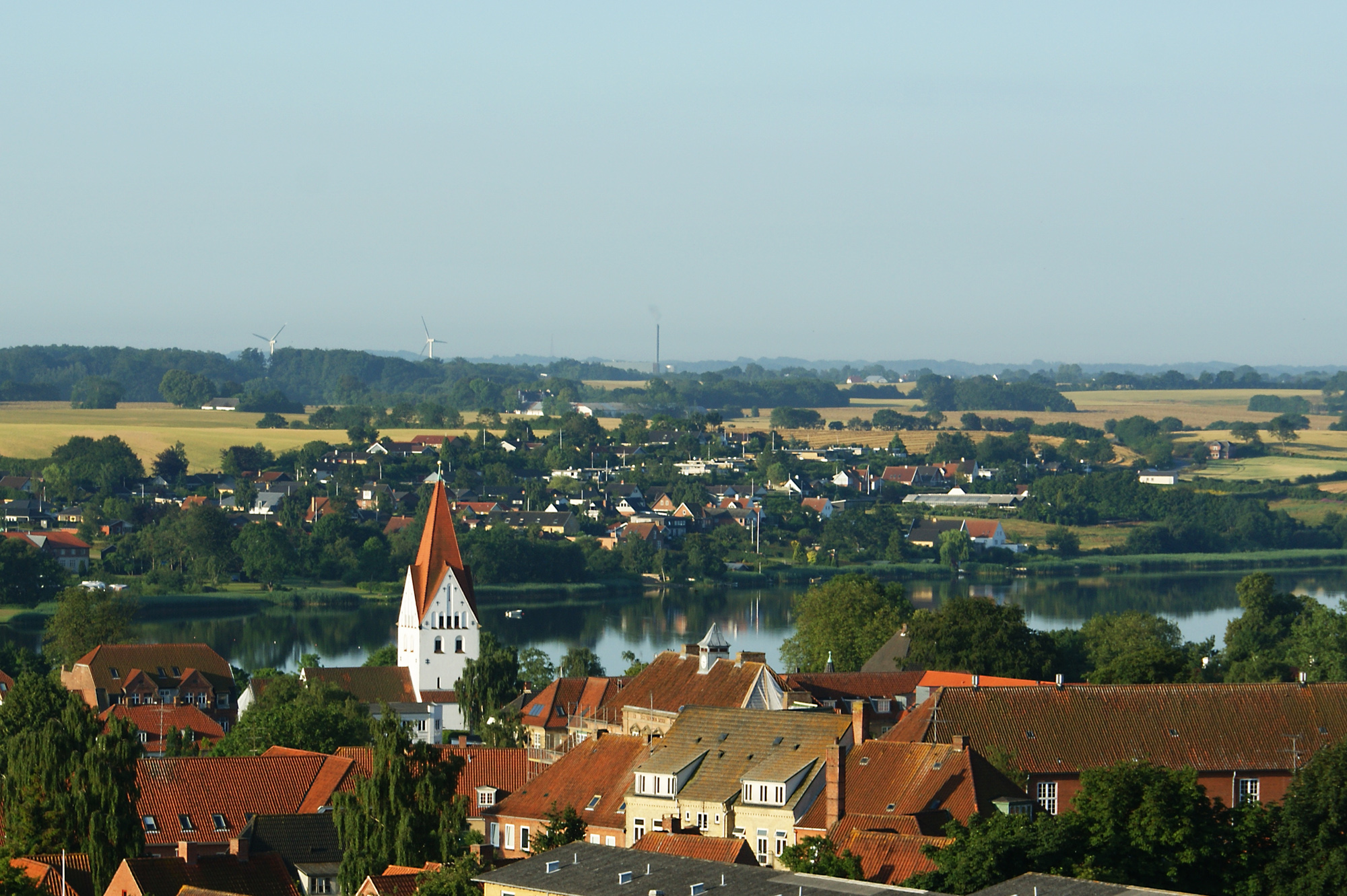
Uitzicht naar Haderslev Dam.
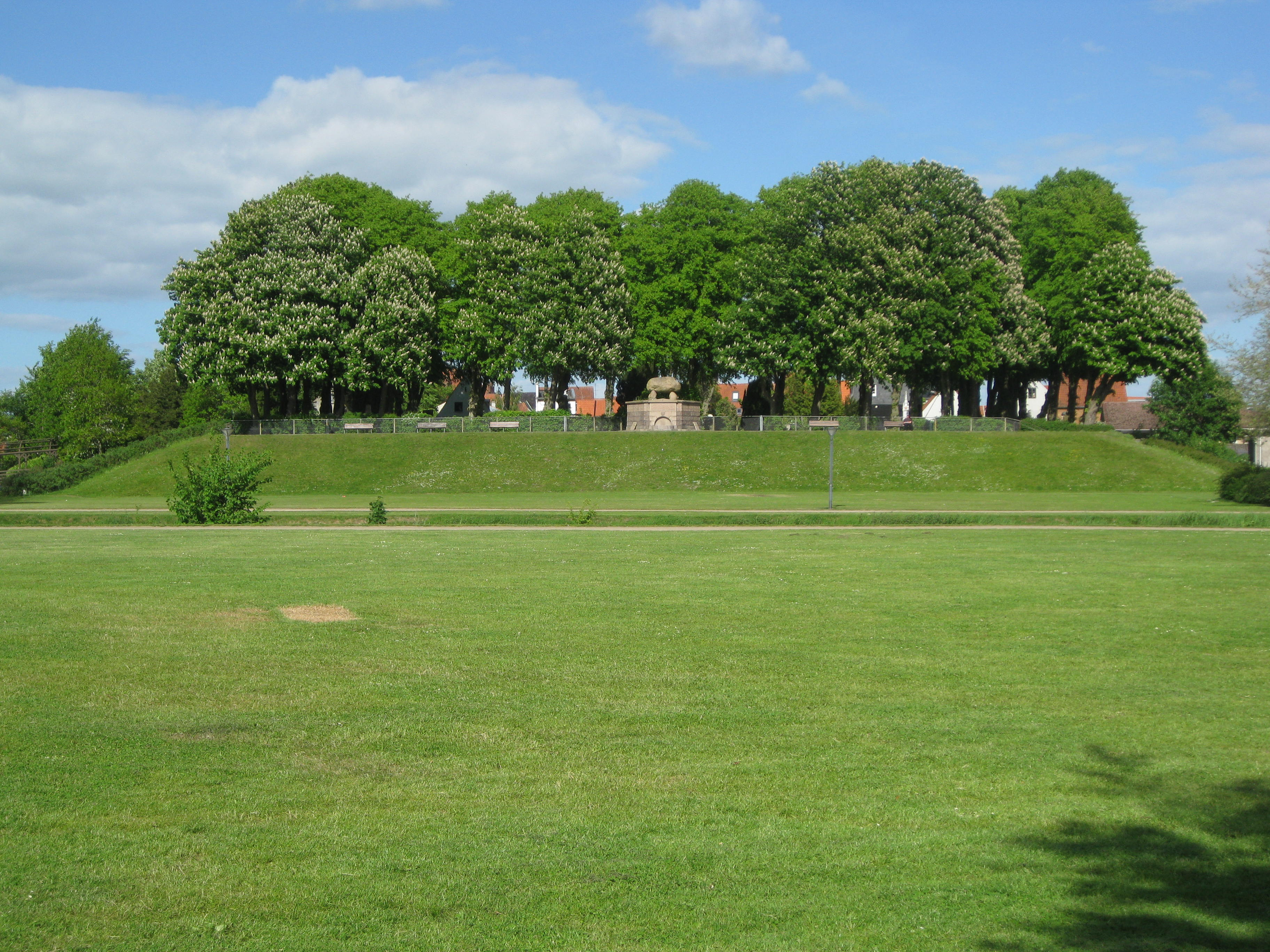
Monument in het Haderslev Dampark.
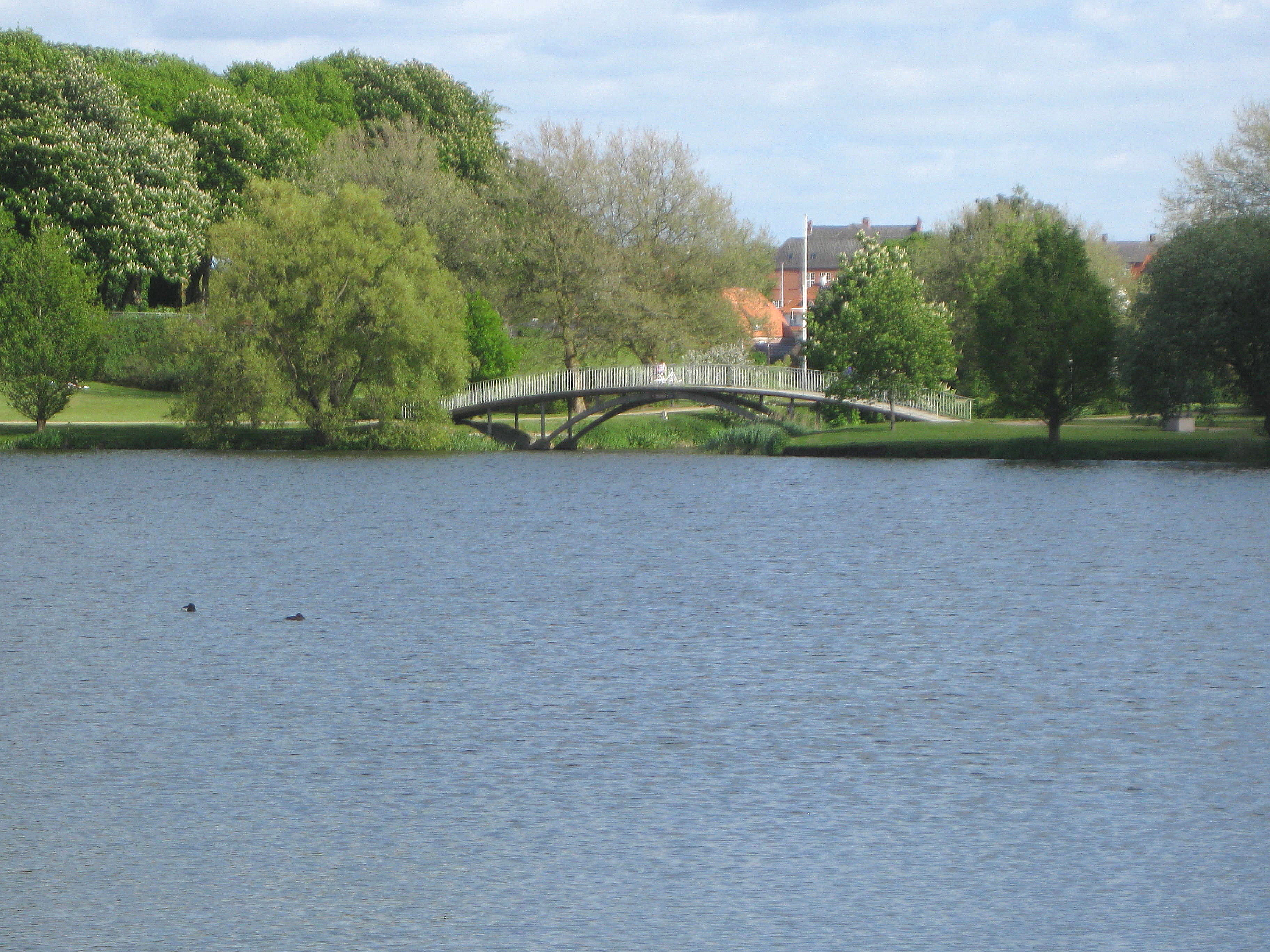
Brug bij Haderslev Indre Dam.
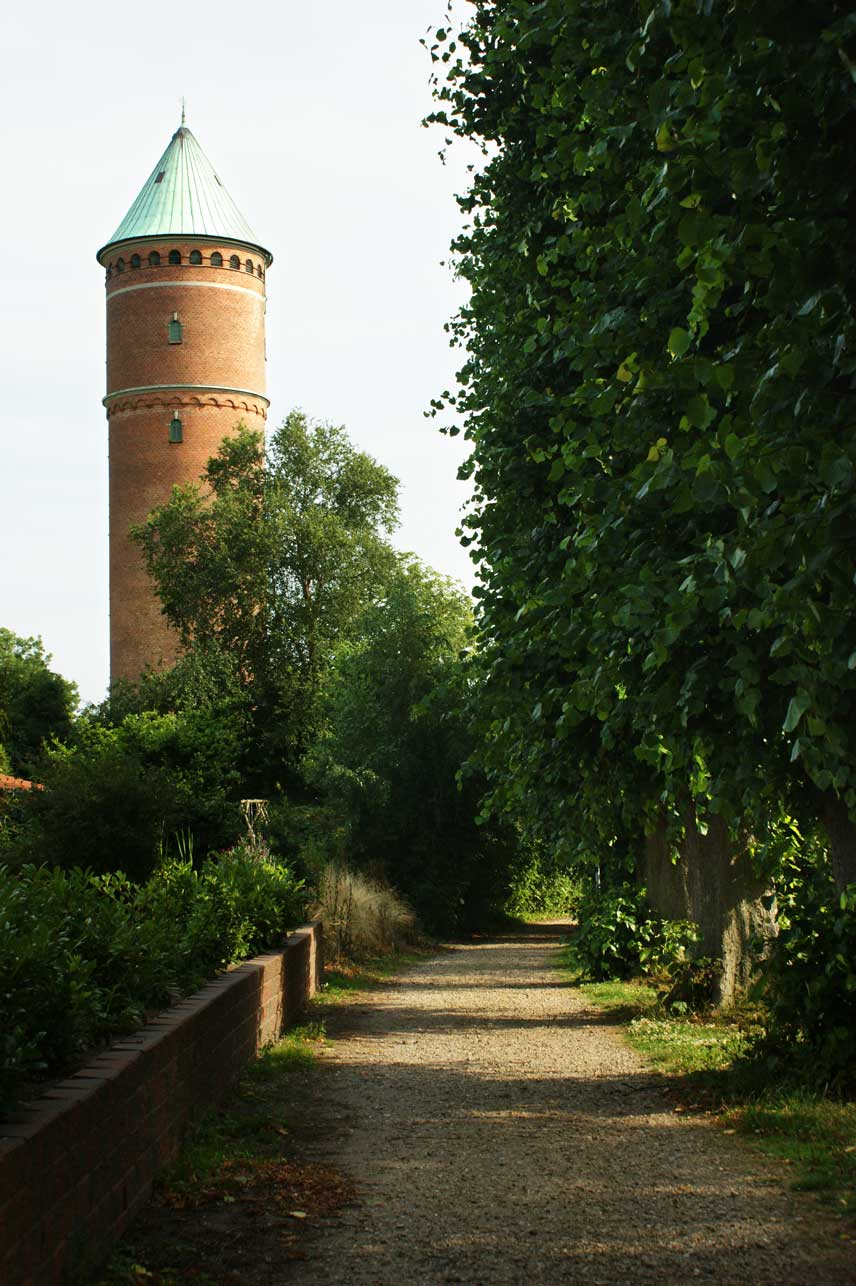
Kløften - een park in Haderslev met een watertoren.

- Gemeinsame Normdatei: 4022761-3
- Library of Congress Control Number: n80149661
- MusicBrainz: 9f5173d5-9afd-4d3a-8bc0-cf00c166cd1e
- Nationale Bibliotheek van Tsjechië: ge655658
- Nationale Bibliotheek van Israël: 987007562050305171
- Virtual International Authority File: 155942611
- WorldCat: E39PBJdrDCHfHKvTH98YTPkxDq